# Vukovski Dol
Vukovski Dol je naselje v Občini Pesnica.